# 蘭いおり
蘭 いおり（らん いおり、1983年5月29日 - ）は、日本の元グラビアアイドル、元タレント。大阪府出身。本名は川尻いおり。

## 来歴
小畑いおり（こはたいおり）の芸名でデビュー。
元JESUS DIAMANTE店員で関西のファッションリーダー的存在として人気を集める。展示会やイベントなどでのキャンペーンモデルや、ファッション誌、雑誌のグラビアモデルを中心に活動した。
2007年1月に芸名を「蘭いおり」に改名。
2011年以降の芸能活動については確認されず、ブログも更新されなくなったため、既に引退したものとみられる。

## 出演

### テレビ
- ドM時デスョ! (2007年10月 - 2008年3月、サンテレビ) - Mドル2期生
- P-1ゴールドラッシュ (テレビ大阪)
- おはよう朝日土曜日です (ABC)
- ますだおかだ角パァ! (ABC)
- ますだおかだ初パァ! (ABC)
- なるトモ! (ytv)
- ねっとわーくPLUS (ベイ・コミュニケーションズ)
- 野爆テレビ（ヨシモトファンダンゴTV）

### テレビドラマ
- 女子アナ一直線! (2007年7月-9月 、テレビ東京) - 楢崎モモコ役

### CM
- レースガイド (2006年10月-2008年3月) - 関西版のみ
- ラブ×デリ (テレビ東京) - インフォマーシャル
- ジョー・コーポレーション (2008年1月-)
- スパワールド (2008年7月 - )

### DVD
- 「Magical iorin」(2007年)
- 「いおリップル」(2007年11月25日発売)
- 「CARA〜蘭いおり〜」(2008年7月25日発売)
- 「女神(ヴィーナス)誕生」(2009年7月22日発売)

### イメージガール
- 2006ファニーカンパニーイメージガール
- 2007・2008エクストリームエースイメージガール